# Mierkinie
Mierkinie – wieś w Polsce położona w województwie podlaskim, w powiecie suwalskim, w gminie Wiżajny.

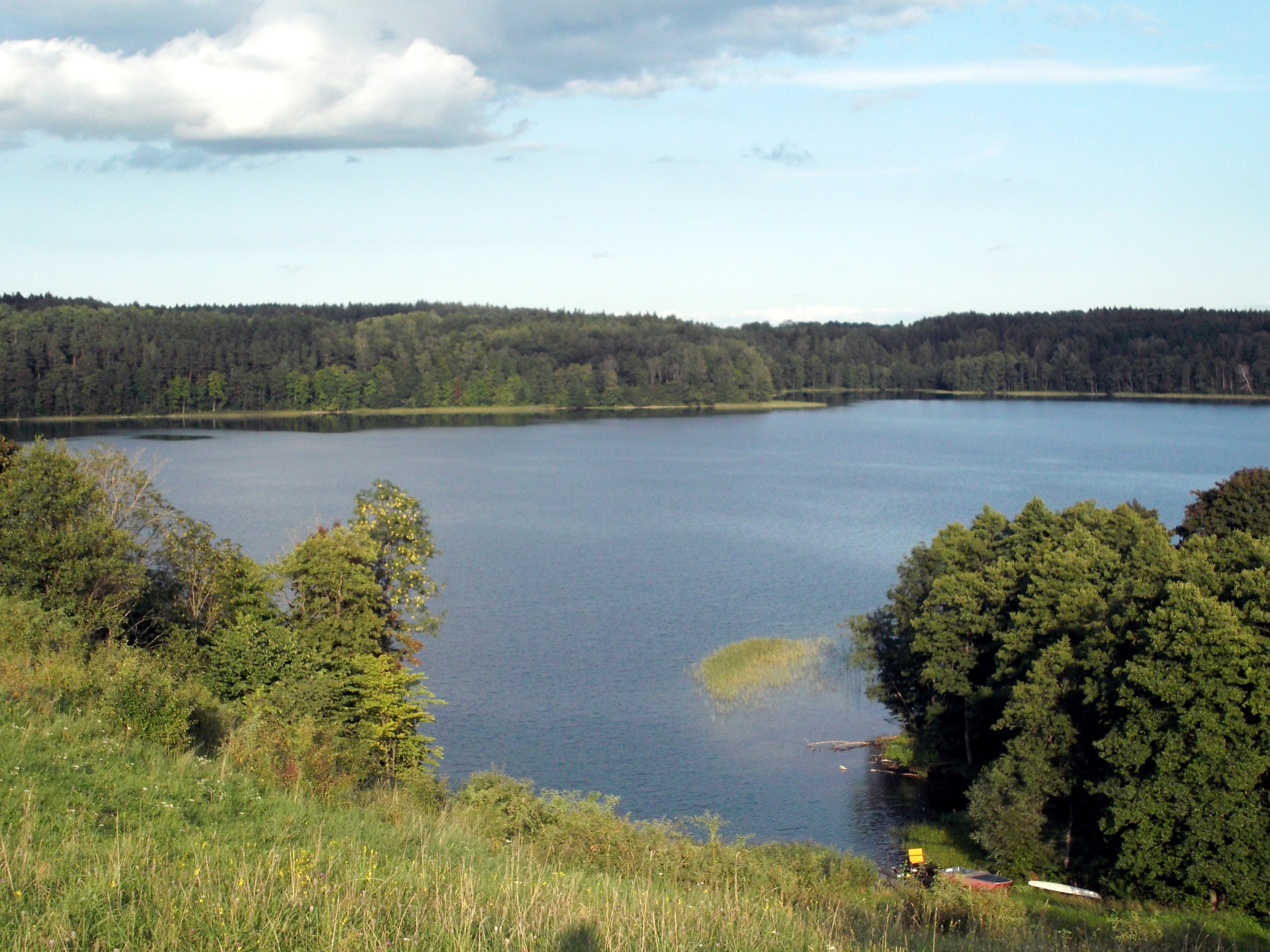
Widok jeziora Hańcza z Mierkiń

W latach 1975–1998 miejscowość administracyjnie należała do województwa suwalskiego.
Wieś rolniczo-turystyczna, na obrzeżach Suwalskiego Parku Krajobrazowego. Na wschód od wsi położone jest Jezioro Hańcza.